# François Sakama
François Sakama là cầu thủ người Vanuatu và đang chơi cho câu lạc bộ Tafea F.C..